# Félix de Villebois
Pour les articles homonymes, voir Villebois (homonymie).
Félix de Villebois-Mareuil (né le 29 janvier 1789 à Angers et décédé le 24 octobre 1872 au château du Plessis-Greffier en Huillé (Maine-et-Loire)) était un homme politique et un écrivain français.

## Biographie
Félix de Villebois est le petit-fils de Pierre François Gabriel de Villebois-Mareuil (1732-1788), maréchal de camp et gouverneur de Guyane.
Il est le grand-père de Christian et de Georges de Villebois-Mareuil.

### Carrière
Devenu maire de Grez-en-Bouère et conseiller municipal de Laval, il fut nommé, par ordonnance royale du 2 août 1826, membre du conseil général de la Mayenne, fonctions qu'il abdiqua pour ne pas prêter le serment au gouvernement de juillet. Rentré dans la vie privée, il meurt en 1872 laissant un grand nombre d'ouvrages et d'opuscules.

## Publications
- La Mère chrétienne, élégie vendéenne, suivie de quelques poésies, Paris, Didot, 1825, 2e édition, in-8 de 21 p., vendue au bénéfice des Chouans infirmes ou blessés ;
- La Matrone et les deux Jeunes Filles chronique, Paris, in-8, 1825 ;
- Souvenirs de la station de 1839, Angers, in-8 de 15 p. ;
- Pétition du Maine-et-Loire pour la convocation d'une assemblée spéciale, Angers, 1839, 16 p., in-8 ;
- Programme de la Droite : Liberté d'enseignement, décentralisation, soulagement des classes souffrantes, Angers, 1849, in-8 de 22 p. ;
- Poésies de l'auteur de la Chronique : La Madone et les deux jeunes Filles, Angers, 1851, 32 p, in-8 ;
- Pétition à M. le préfet du Maine-et-Loire, relative au niveau du Loir, Angers, 1855, in-fol., 4 p. ;
- Réclamation contre la surélévation du niveau d'eau du Loir, Angers, 1855, in-4 ;
- Réponse au rapport de l'ingénieur de la navigation sur le niveau du Loir, Angers, 1856, 4 p., in-fol. ;
- Notice historique sur le chemin de fer d'Angers au Mans, Angers, 1856, 8 p., in-8 ;
- Résumé de la discussion sur le double tracé du chemin de fer d'Angers au Mans, 1857, in-8, 8 p. ;
- La Question romaine, Angers, 1860, 16 p. in-folio.

## Source
- « Félix de Villebois », dans Alphonse-Victor Angot et Ferdinand Gaugain, Dictionnaire historique, topographique et biographique de la Mayenne, Laval, A. Goupil, 1900-1910 [détail des éditions] (BNF 34106789, présentation en ligne)
- François de Boisdeffre http://gw0.geneanet.org/index.php3?b=boisdeffre_w&lang=fr;p=felix+de;n=villebois+mareuil